# 賓塔貢古
16°44′17″N 3°43′55″W / 16.738°N 3.732°W
賓塔貢古（法語：Bintagoungou），是馬里的城鎮，位於該國北部，由通布圖區的貢達姆省負責管轄，處於法吉賓湖東南端，面積92平方公里，2009年人口4,004，人口密度每平方公里43.52人。